# Guyvalvoria francaisi
Guyvalvoria francaisi is een slakkensoort uit de familie van de Eubranchidae. De wetenschappelijke naam van de soort is voor het eerst geldig gepubliceerd in 1906 door Vayssière.